# 최승일 (1901년)
최승일(崔承一, 1901년 ~ ?)은 일제강점기에 연극, 방송, 문학 등 문화예술계에서 다양한 활동을 했다. 아호는 추곡(秋谷)이다.

## 생애
무용가 최승희의 큰오빠다. 최승희가 무용을 시작할 때부터 많은 영향을 준 것으로 알려져 있으며, 최승희의 남편인 안막과는 같은 사회주의 계열의 문예운동가였다.
첫 부인은 아나운서 마현경, 두 번째 부인은 영화 배우 석금성이고, 조선민주주의인민공화국 시인 최로사가 최승일의 딸이다.
경성부에서 자라 배재고등보통학교와 일본 니혼 대학에서 수학했다. 1920년 일본에서 결성된 극예술협회를 시작으로 좌익 유학생들이 조직한 북풍회에 참가하고, 박영희, 나도향 등과 함께 신청년 동인으로 활동했다. 1922년 사회주의 연극 단체인 염군사에 참여했으며, 염군사가 박영희의 파스큘라와 통합하여 결성한 조선프롤레타리아예술가동맹에도 참가했다.
신흥극장을 중심으로 연극 운동을 하고, 경성방송국에 근무하면서 라디오 드라마를 연구하는 라디오 극연구회를 조직하기도 하는 등 선구적인 문예 활동을 벌였다. 그는 “한국 최초의 PD”로 불린다. 첫 부인 마현경은 경성방송국의 제1호 공채 아나운서이며, 두 번째 부인 석금성은 신흥극장의 연출자와 배우로서 만나 결혼했다.
1924년 〈안해〉로 등단하여 서대문형무소를 배경으로 한 〈봉희(鳳姬)〉(1926) 등 소설 작품도 꾸준히 발표했으며, 숙명고등여학교에 다니던 막내동생 최승희에게 무용을 권해 유명한 무용가가 되자 자서전을 대필해 출판하기도 했다.
일제강점기 말기에 동아영화사 대표로 있으면서 지원병 제도를 홍보하는 전쟁 영화 《지원병》을 제작했다. 이 영화는 최승일의 카프 동료인 안석영이 감독을 맡아 찍은 친일 영화이다. 이로 인해 2008년 민족문제연구소가 발표한 친일인명사전 수록예정자 명단 중 연극/영화 부문에 선정되었다.
광복 후 얼마 지나지 않아 최승희, 안막 부부와 마찬가지로 월북했다. 부인 석금성은 대한민국에 두고 4남매와 함께 북한으로 갔는데, 자녀들 중 맏딸 최로사는 한국 전쟁을 거치며 전시 가요인 〈샘물터에서〉 작사가로 유명해졌으나, 최승일의 이후 활동은 잘 알려진 바 없다. 막내아들 최호섭도 북한 무용계에서 활동한 것으로 알려졌다.

## 참고자료
- 권영민 (2004년 2월 25일). 《한국현대문학대사전》. 서울: 서울대학교출판부. 969쪽쪽. ISBN 8952104617.
- 정수웅 (2004년 6월 7일). 《최승희 - 격동의 시대를 살다간 어느 무용가의 생애와 예술》. 서울: 눈빛. ISBN 9788974098414.